# 四方帽

四方帽

四方帽是大學生或研究生畢業所佩戴的帽子。四方帽通常是黑色，形狀就像有一隻杯蓋在頭上，上面連著一塊四方板，板頂中間有條繩連接流蘇垂下落來，稱為「帽穗」。雖然佩戴四方帽及学位服本來是英國及美國的傳統習俗，但是很多地方也仿效了這一種方式。

## 起源
四方帽是來自基督教的三角帽或四角帽（Biretta），現在天主教會及聖公宗仍頗有使用。
但也有人說教會的帽子與四方帽均是由古羅馬的Pileus quadratus變來，即是頭蓋骨加一塊四方板。
原本四方帽只是給碩士以上畢業生使用，現在已改為學士畢業生也可以使用。

## 變化

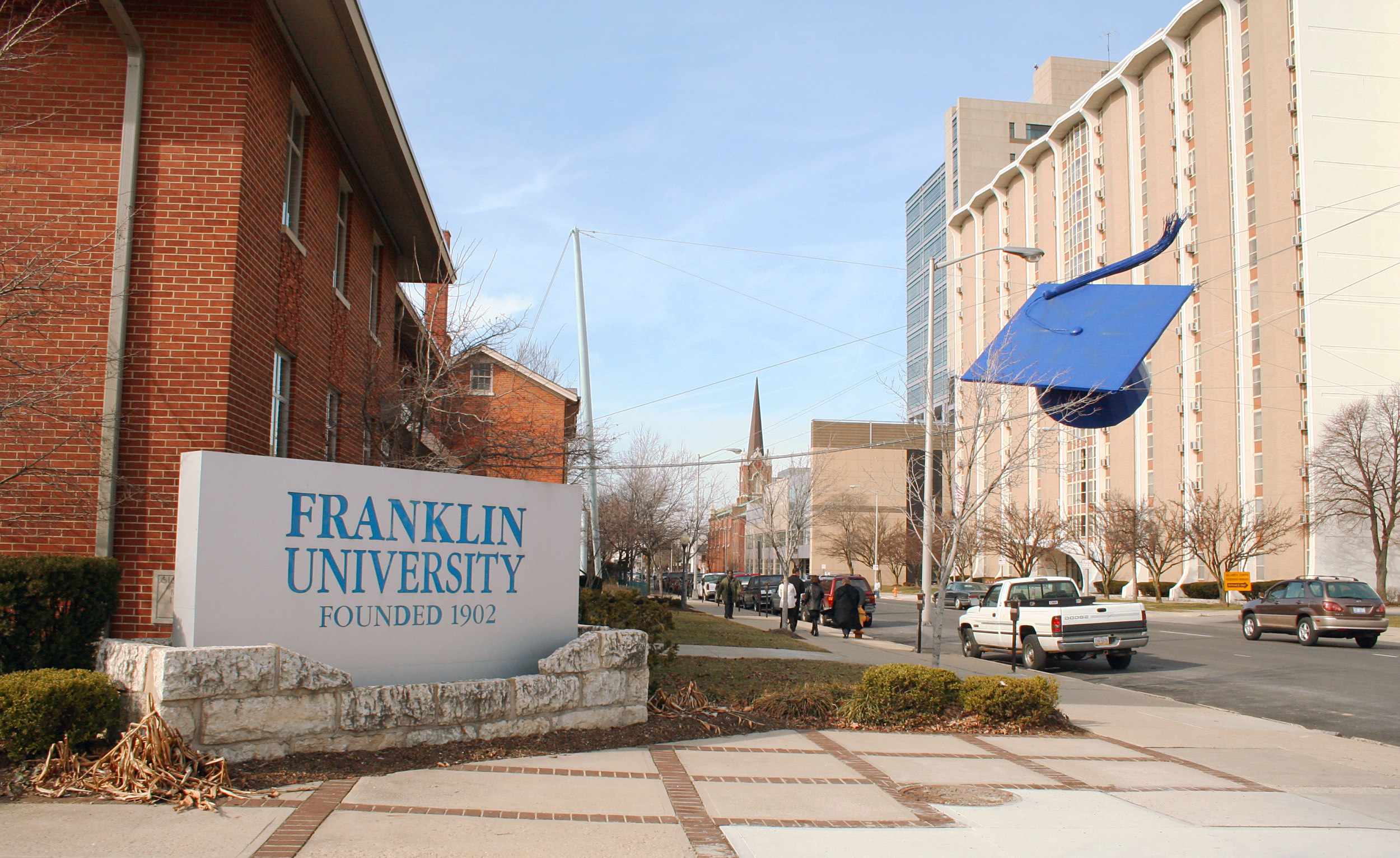
美國俄亥俄州富蘭克林大學一個頂鋼四方帽地標。

英國的博士畢業生流行佩戴都鐸圓帽，美國則流行四、六、八邊帽，例如蘇格蘭帽。
另一方面，現在有一些中學和小學也有佩戴四方帽的習慣。

## 傳統佩戴方法
20世紀下半段，有些學校的老師會佩戴著四方帽進行教學，因此現在也成為了教育界專業標誌。
四方帽上傳統的帽穗是黑色的，現在則會以絮的顏色代表主修學科或就讀院校。大學的畢業典禮會有「撥穗禮」，通常由校長、學院院長、系主任或指導教授（若為研究生）為畢業生將四方帽的帽穗由右邊撥到左邊（有的大學則是要求畢業生在接受證書之後主動撥動帽穗），象徵已取得學位而畢業。

## 異說
有些地方認為，古時除了王公、官員以外，男子在室內不許戴帽，須脫下四方帽，用手拿著。正因如此，部份在室內舉行的畢業典禮，四方帽只供女士佩戴，甚至所有人均拿在手上而不佩戴。